# José Félix Pereira de Burgos
José Félix Pereira Pinto de Burgos, o barão de Itapicuru-Mirim (Maranhão, 1780 — Rio de Janeiro, 9 de abril de 1854) foi um militar brasileiro.
Filho de José Félix Pereira de Burgos e Ana Tereza de Jesus Marques Belfort, graduou-se em ciências matemáticas e filosofia em 1808.

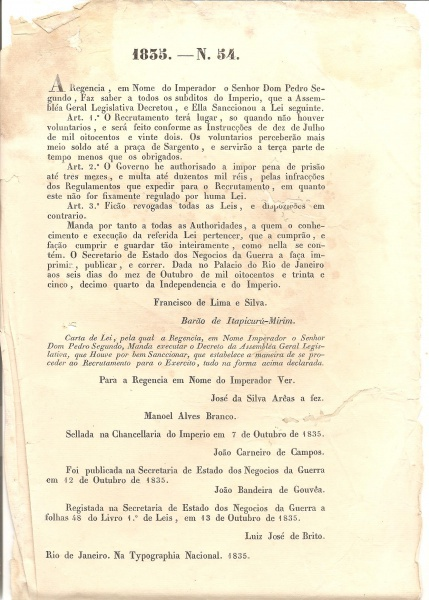
Na chancela da Lei do recrutamento militar de 1835.

Foi presidente da província do Pará, de 28 de maio de 1825 a 14 de abril de 1828 e de 14 de julho de 1830 a 19 de julho de 1831.
Foi ministro da Guerra, de 16 de março de 1835 a 1836, na regência de Diogo Antônio Feijó.